# Lee So-hee

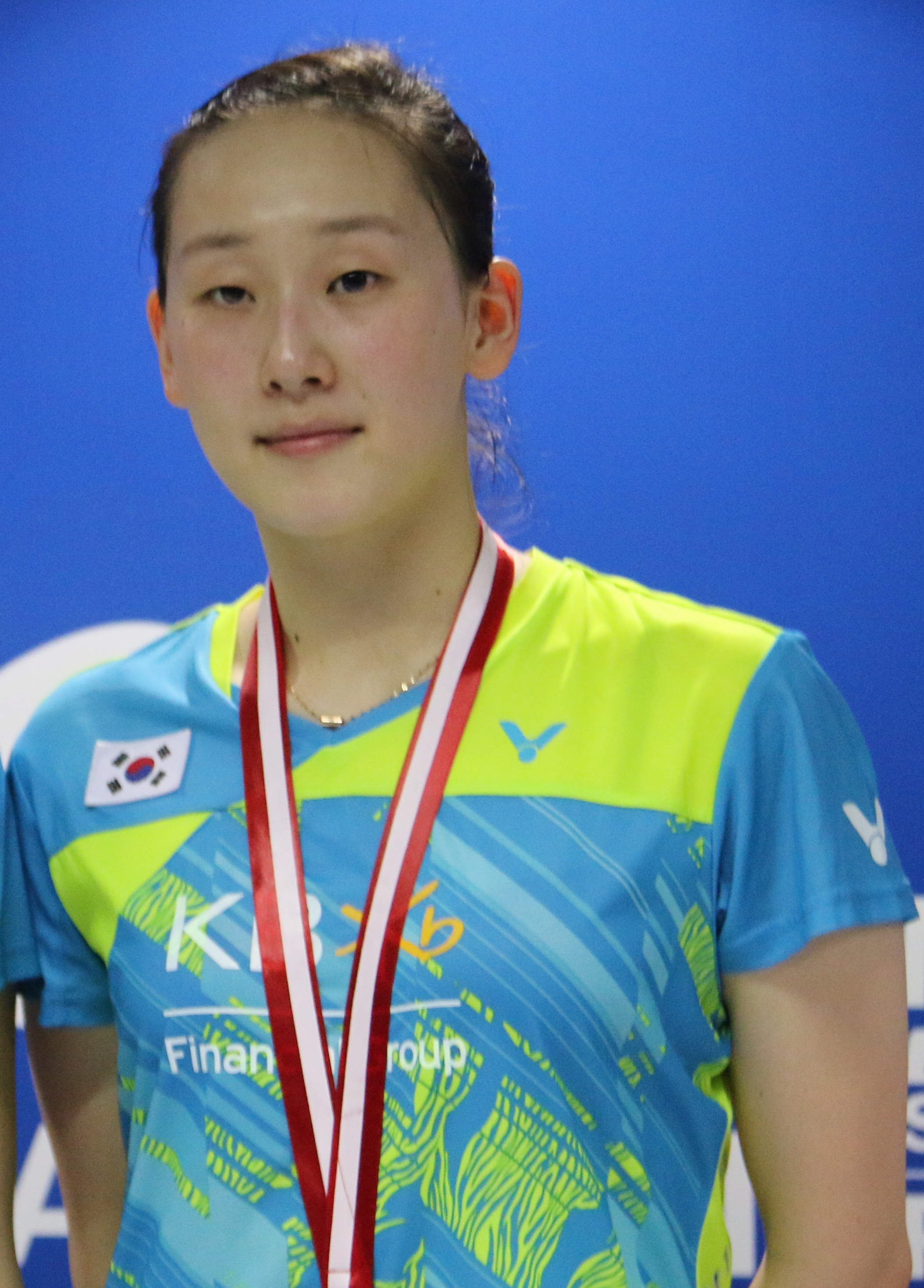
Lee So-hee (2017)

Lee So-hee (koreanisch 이소희; * 14. Juni 1994 in Ulsan) ist eine südkoreanische Badmintonspielerin.

## Karriere
Lee So-hee gewann bei der Badminton-Juniorenweltmeisterschaft 2010 Bronze im Doppel und Silber mit dem südkoreanischen Team. Ein Jahr später siegte sie im Doppel und gewann erneut Silber mit der Mannschaft. Bei der Korea Open Super Series 2010 wurde sie Fünfte im Damendoppel mit Choi Hye-in.